# Савченко Володимир Миколайович
Володимир Миколайович Савченко (нар. 9 вересня 1973, Донецька область, Українська РСР, СРСР) — український футболіст, воротар. Виступав за збірну України.
За збірну України зіграв 2 матчі. Дебют відбувся 11 вересня 1994 в товариському матчі зі збірною Південної Кореї.
У Прем'єр-лізі чемпіонату Росії в 105 матчах провів 36 «сухих» матчів.

## Досягнення
- Переможець першості Першого дивізіону Росії: 2004
- Володар Кубка Росії (1): 2003-04
- Фіналіст Кубка Росії (1): 2002-03